# Агули
Агулите (на агулски: агулар, на руски: агули или агулци) са хора, населяващи Дагестан, Русия. Според преброяването от 2002 г. в Русия има 28 297 агули (7000 през 1959 г.). Агулският език принадлежи към лезгинската езикова група от нахско-дагестанските езици. Агулите етнически принадлежат към лезгинските народи. Агулите се делят на четири групи: Aguldere, Kurakhdere, Khushandere, и Khpyukdere. В религиозно отношение са мюсюлмани сунити.